# Thenthamaraikulam
Thenthamaraikulam es una ciudad y nagar Panchayat situada en el distrito de Kanyakumari en el estado de Tamil Nadu (India). Su población es de 11872 habitantes (2011).

## Demografía
Según el censo de 2011 la población de Thenthamaraikulam era de 11872 habitantes, de los cuales 5891 eran hombres y 5981 eran mujeres. Thenthamaraikulam tiene una tasa media de alfabetización del 94,10%, superior a la media estatal del 80,09%: la alfabetización masculina es del 95,85%, y la alfabetización femenina del 92,38%.